# St. Martin (Oberhochstatt)

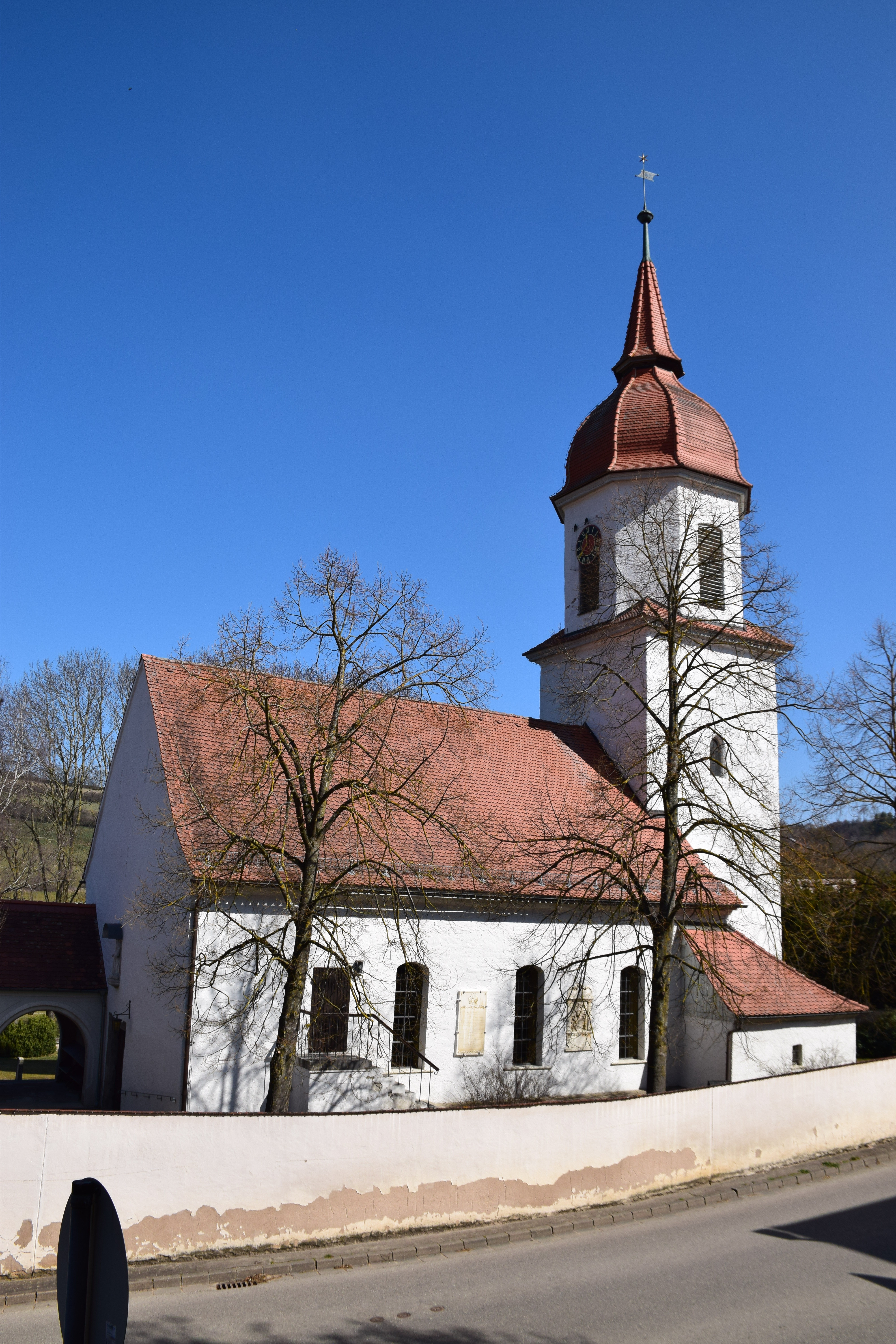
Außenansicht der Pfarrkirche St. Martin

Die St.-Martin-Kirche ist eine evangelisch-lutherische Kirche in Oberhochstatt, einem Ortsteil der Stadt Weißenburg in Bayern im mittelfränkischen Landkreis Weißenburg-Gunzenhausen. Sie ist Pfarrkirche im Evangelisch-Lutherischen Dekanat Weißenburg. Das Gebäude ist unter der Denkmalnummer D-5-77-177-540 als Baudenkmal in die Bayerische Denkmalliste eingetragen.
Die spätmittelalterliche Chorturmkirche steht innerhalb des Friedhofs im Westen des Dorfes im sogenannten „unteren Dorf“ unweit des Rohrbachs auf einer Höhe von 511 Metern über NHN. Sie wurde im Jahr 1185 vom Bischof Otto von Eichstätt geweiht, wobei der Vorgängerbau, auf dessen Fundamenten die Kirche erbaut wurde, vermutlich sehr viel älter war. Der Baumeister Blasius Berwart wurde am 23. Juli 1589 in der Kirche begraben.
Im 17. Jahrhundert musste das Bauwerk neu aufgemauert werden. 1718 wurde sie erneuert und der Kirchturm nochmals aufgestockt.
Der barocke Turmhelm wurde zwischen 1769 und 1771 hinzugefügt und hat eine spindelförmige Spitze. Das Langhaus ist ein niedriger Satteldachbau. Die Ausstattung wurde 1872 bis 1883 erneuert. Eine Renovierung der Kirche fand 1992 statt.
Der Altar stammt vom Ansbacher Bildhauer Franz Herterich, das Deckenbild mit der Verklärung Christi aus dem 19. Jahrhundert schuf der Weißenburger Maler Otto Schlagenhauser.
Die Glocken wurden 1950 vom Bochumer Verein für Gussstahlfabrikation in V12-Rippe gegossen. Einzig die kleine Glocke hängt am geraden Joch, alle anderen läuten an stark gekröpften Stahljochen, was bei V12-Glocken in der Regel die Standardausführung war.